# Syzygie
Pour les articles homonymes, voir Syzygie (homonymie).
Ne doit pas être confondu avec Parade planétaire ou Conjonction (astronomie).

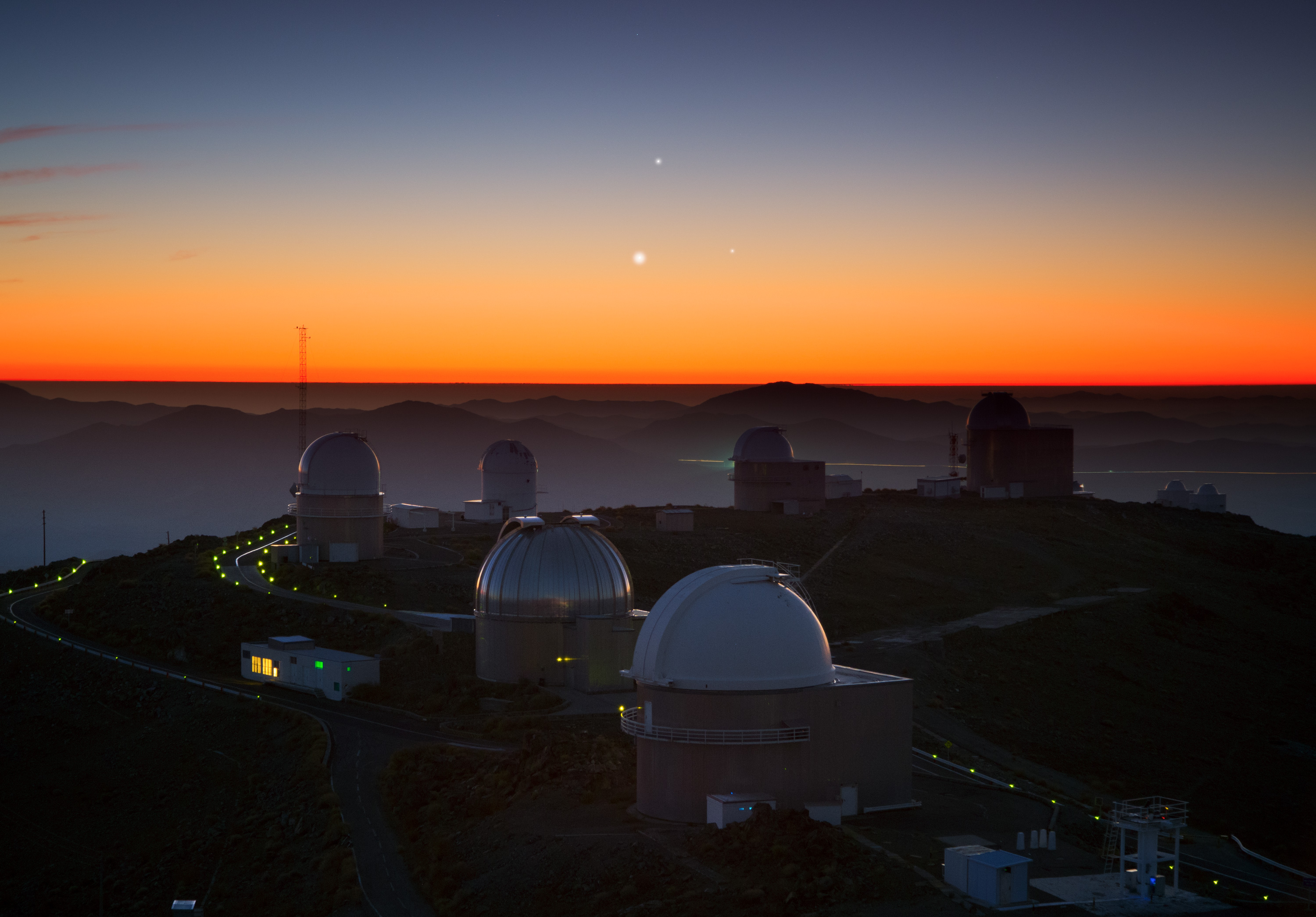
Jupiter (en haut), Vénus (en bas à gauche) et Mercure (en bas à droite) vues de l'observatoire de La Silla.

En astronomie, une syzygie (du bas latin : syzygia, lui-même du grec ancien : συζυγία / suzugía, « réunion ») est une situation où trois objets célestes ou plus sont en conjonction ou en opposition.
Ce mot est généralement utilisé pour le Soleil, la Terre et la Lune ou une planète.
Par exemple, les éclipses de Lune ou de Soleil sont des syzygies ; de même on parle de syzygie pour désigner les nouvelles et pleines lunes, lorsque le Soleil et la Lune sont respectivement en conjonction ou en opposition, bien qu'ils ne soient pas parfaitement alignés avec la Terre.